# Artur Pederzoli
Artur Pederzoli (Módena, Itália, 1885 – São Paulo, 18 de março de 1961) foi um escultor italiano.
Foi o autor do relevo em gesso dourado do confessionário de Frei Galvão da Igreja de Nossa Senhora das Graças em Guaratinguetá, SP; dos retábulos laterais da Igreja de Nossa Senhora de Fátima, via-sacra e imagens do Senhor dos Passos e Sant'Ana da Igreja de Santa'Ana, a imagem de Nossa Senhora da Consolação da igreja homônima e da estátua do Pensador da faculdade de Direito do Largo São Francisco, todos em São Paulo, SP; imagem do padroeiro da Igreja Matriz de São Sebastião em Valinhos, SP; imagens da Igreja Nosso Senhor do Bonfim em Braço do Norte, SC, e um Cristo Crucificado no Vaticano.